# Marijan Marolt
Marijan Marolt, slovenski pravnik in umetnostni zgodovinar in kritik, pisatelj * 21. januar 1902, Vrhnika, † 11. januar 1972, Buenos Aires.  
Marolt je obiskoval gimnazijo v Šentpavlu v Labotski dolini (nem. St. Paul im Lavanttal) na Koroškem in v Ljubljani. V letih 1920–1925 je študiral pravo na PF zraven pa obiskoval predavanja umetnostne zgodovine pri prof. Cankarju. Slikarstva se je učil pri patru Switbertu Lobisserju v Št. Pavlu in F. Zupanu v Ljubljani (1927–1932). Prvo zaposlitev je dobil kot sodni praktikant in odvetniški koncipijent (pri dr. Rakunu) v Celju, od leta 1932 dalje pa je bil odvetnik na Vrhniki. Pred koncem vojne 1945 je pobegnil iz domovine in se 1948 naselil v Argentino. V Buenos Airesu je bil pravnik pri Društvu Slovencev. Sodeloval je pri organiziranju slovenske skupnosti ter bil prvi in dolgoletni tajnik SKA. Uveljavil se je kot pisec krajše proze (napisal je 3 krajše povesti oz. romane, ki se po slogu in načinu pripovedovanja ločijo od vse ostale tedanje slovenske literature) in bil vodilni likovni kritik. V Argentini je napisal roman Jožef Petkovšek. Življenjepisna povest.
Za slovensko umetnostno zgodovino sta temeljnega pomena Maroltovi topografji Dekanija Vrhnika (1929) in Dekanija Celje I-II (1931,1932). Čeprav je bil v maričem samouk, je sledil vodilom  učitelja Izidorja Cankarja ter, ne da bi se zanj izrecno opredelil, uporabljal njegovo metodo in poglede ter jih izpopolnil. Tudi sicer je bil Marolt v vsaj dveh temah spodbuden za slovensko umetnozgodovinarsko vedo; prvi je obdelal nagrobno plastiko 15. in 16. stoletja ohranjeno v opatijski cerkvi v Celju, in prispeval novo gradivo za razumevanje prvih del Fortunata Berganta.